# Skopeftirion

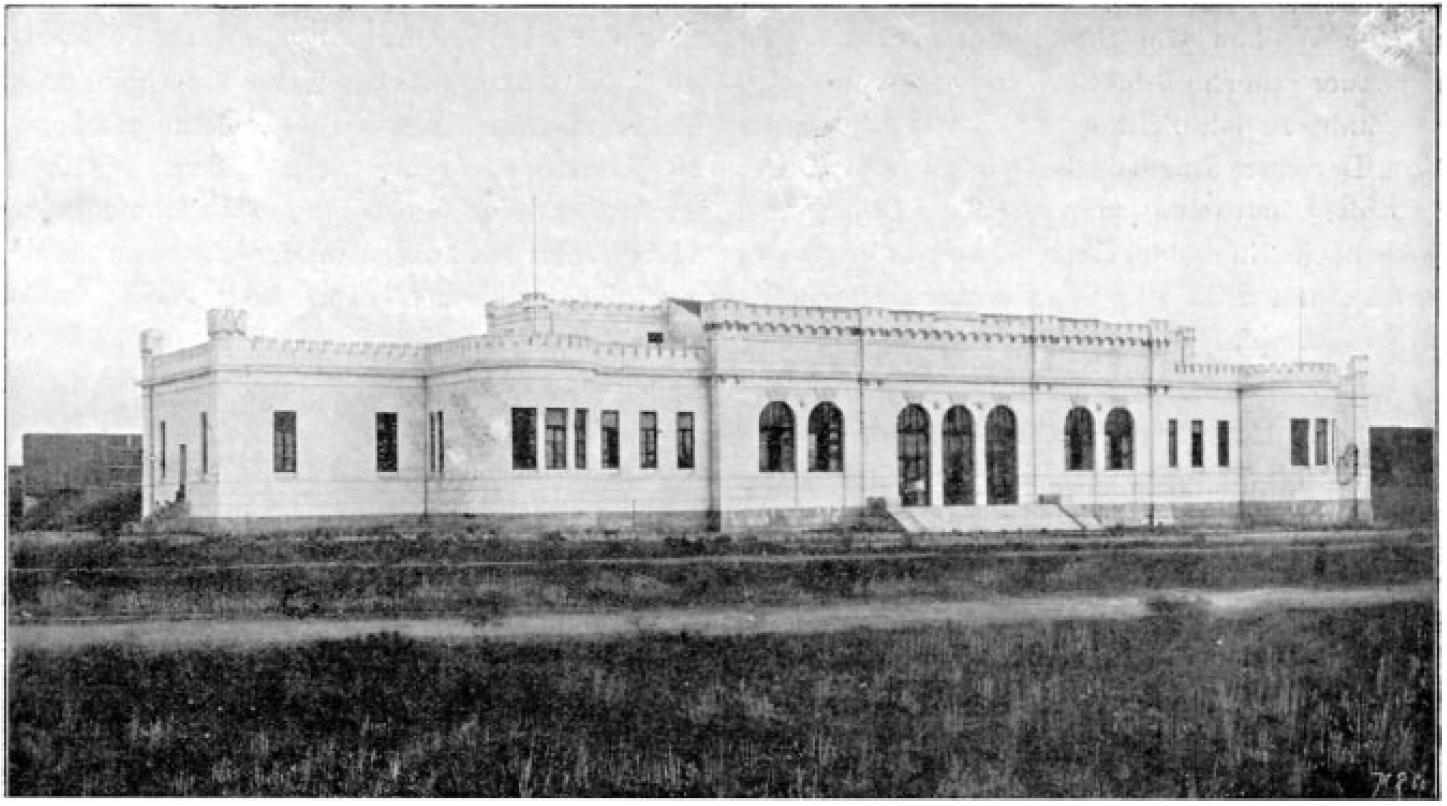
Der Schießplatz bei den Olympischen Sommerspielen 1896

Der Skopeftirion war eine Schießanlage in der griechischen Stadt Kallithea.
Auf dem Gelände wurden die Schießwettbewerbe der ersten Olympischen Sommerspielen im Jahr 1896 ausgetragen.
Anfang des 20. Jahrhunderts kamen viele Vertriebene aus den Griechisch-Türkischen Kriegen nach Kallithea und nutzten zunächst das Gelände des Schießstandes als Wohnraum. In den 1930er Jahren folgten weitere Aussiedler. 1966 wurden die Gebäude schließlich abgerissen.